# Stella Arach-Amoko
Stella Arach-Amoko (16 tháng 4 năm 1954 - 17 tháng 6 năm 2023) là một thẩm phán người Uganda, người từng giữ chức vụ bàng lý của Tòa án Tối cao ở Uganda, kể từ ngày 20 tháng 6 năm 2013.

## Sự nghiệp
Arach-Amoko phục vụ trong các phòng của Tổng chưởng lý ở Uganda từ năm 1979 đến năm 1997, từ một luật sư nhà nước trở thành ủy viên cho vụ kiện dân sự. Năm 1997, bà được bổ nhiệm làm thẩm phán Tòa án tối cao, phục vụ trong khả năng đó cho đến năm 2010 
Tư pháp Stella Arach-Amoko, phục vụ tại Tòa án Công lý Đông Phi, từ năm 2006 đến 2008, với tư cách là thẩm phán và từ 2008 đến 2013, với tư cách là "Phó Chánh án của Phân khu Sơ thẩm". Năm 2010, bà là một trong những ứng cử viên được Ủy ban Dịch vụ Tư pháp xem xét, được bổ nhiệm làm Chánh án của Uganda.
Kể từ ngày 15 tháng 4 năm 2018, Tư pháp Arach-Amoko giữ vai trò Chủ tịch Ủy ban Quản lý Trung tâm Phát triển Luật của Uganda .

## Cuộc sống cá nhân
Công lý Arach-Amoko kết hôn với Đại sứ Idule Amoko , vào năm 2017, đang giữ chức vụ Phó Trưởng phái đoàn tại Đại sứ quán Uganda tại Addis Ababa Lưu trữ ngày 25 tháng 5 năm 2019 tại Wayback Machine .
Bà cũng có một bà con gái, Ivy Amoko, người năm 2009 là Người chiến thắng Vàng cho Cờ vua trong Thế vận hội liên trường với Makerere. Ivy Amoko cũng là một phụ nữ cờ vua FIDE Master 